# Synagoge (Stráž nad Nežárkou)

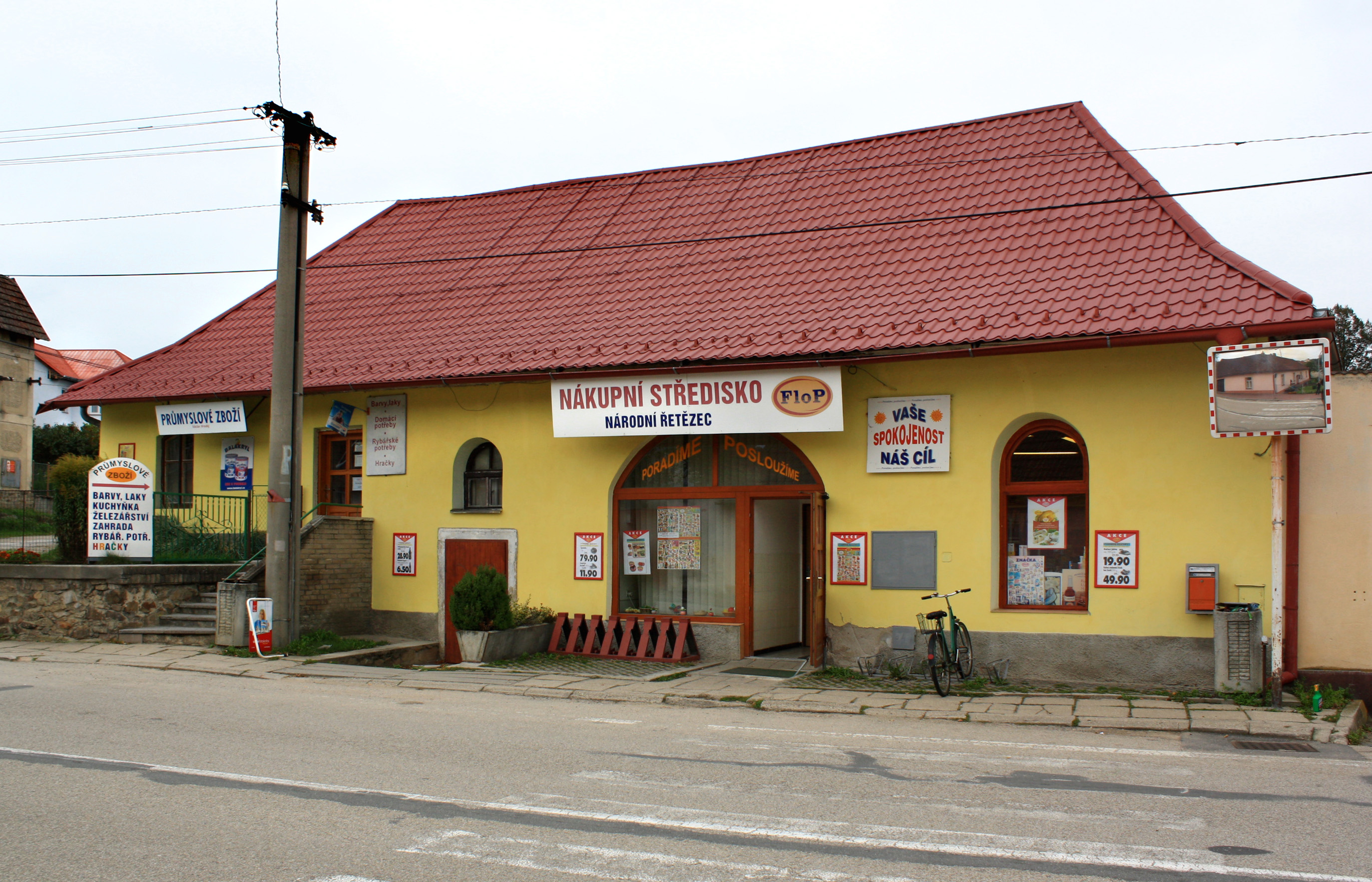
Synagoge in Stráž nad Nežárkou

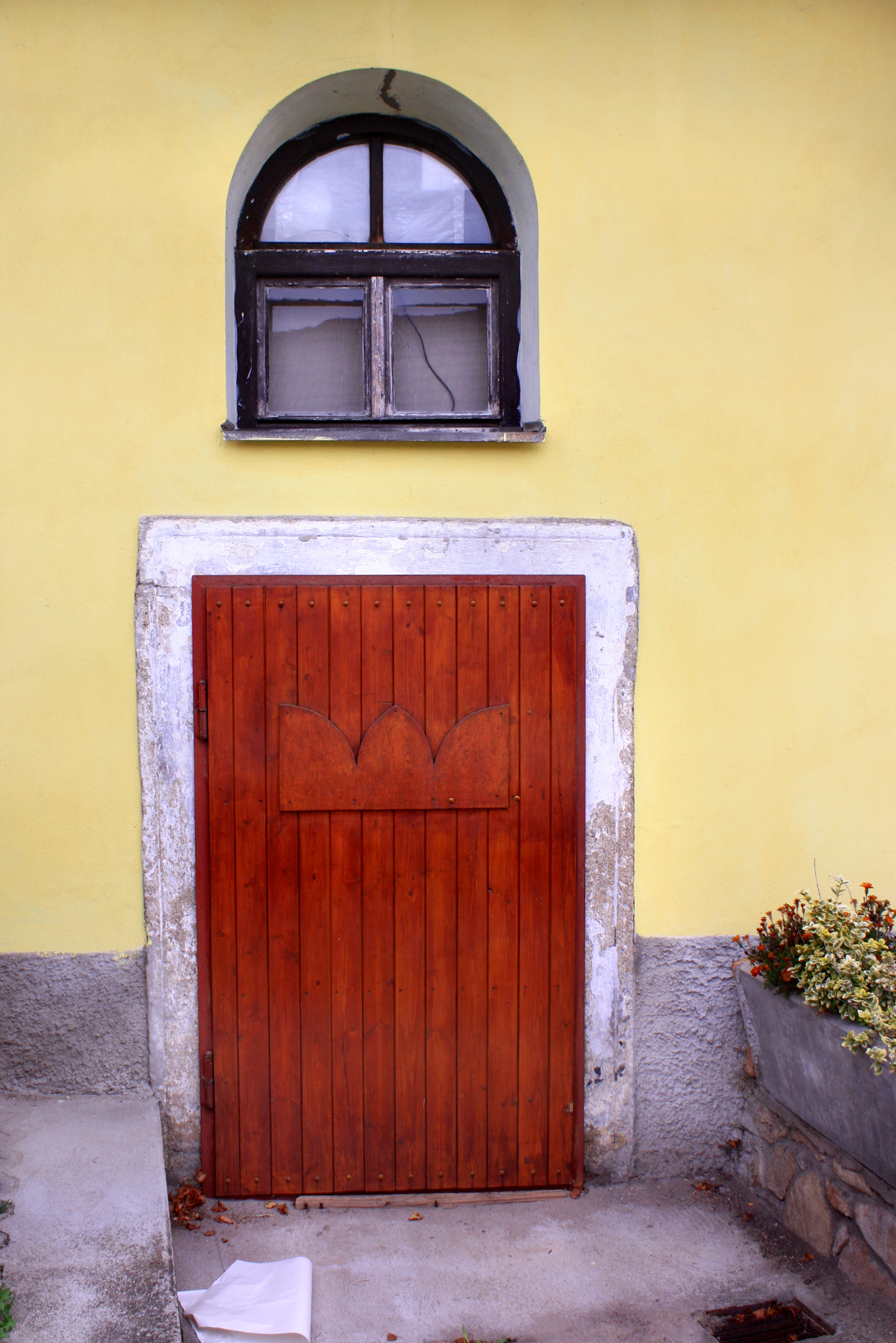
Eingang

Die Synagoge in Stráž nad Nežárkou (deutsch Platz an der Naser), einer tschechischen Stadt im Okres Jindřichův Hradec der Südböhmischen Region, wurde im 19. Jahrhundert errichtet. Die profanierte Synagoge befindet sich an der Adresse Třeboňská č.p. 24.